# Lijst van personen uit Warschau
Deze (incomplete) lijst geeft een overzicht van personen die geboren zijn in de Poolse hoofdstad Warschau. De personen zijn gerangschikt naar geboortejaar.

## Geboren in Warschau

### Voor 1800

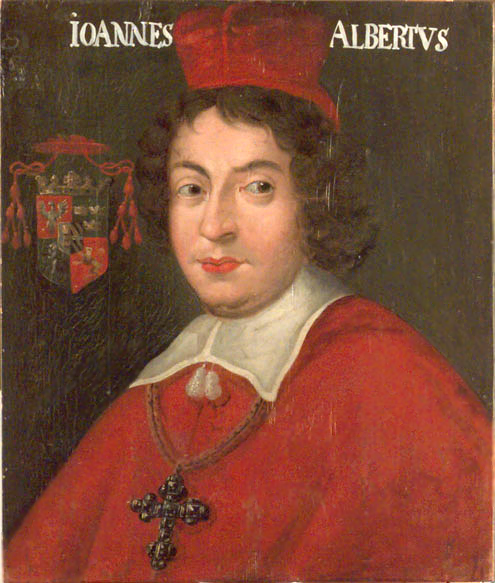
Kardinaal en prins-bisschop Jan Albert Wasa (1612-1634)

- Cymburgis van Mazovië (ca. 1394-1429), hertogin van Oostenrijk
- Jan Albert Wasa (1612-1634), kardinaal en prins-bisschop
- Karel Ferdinand Wasa (1613-1655), prins en bisschop
- Theresia Kunigunde Sobieska (1676-1730), hertogin van Luxemburg
- August Aleksander Czartoryski (1697-1782), aristocraat en staatsman
- Adam Jerzy Czartoryski (1770-1861), politicus en vrijmetselaar

### 1800–1899

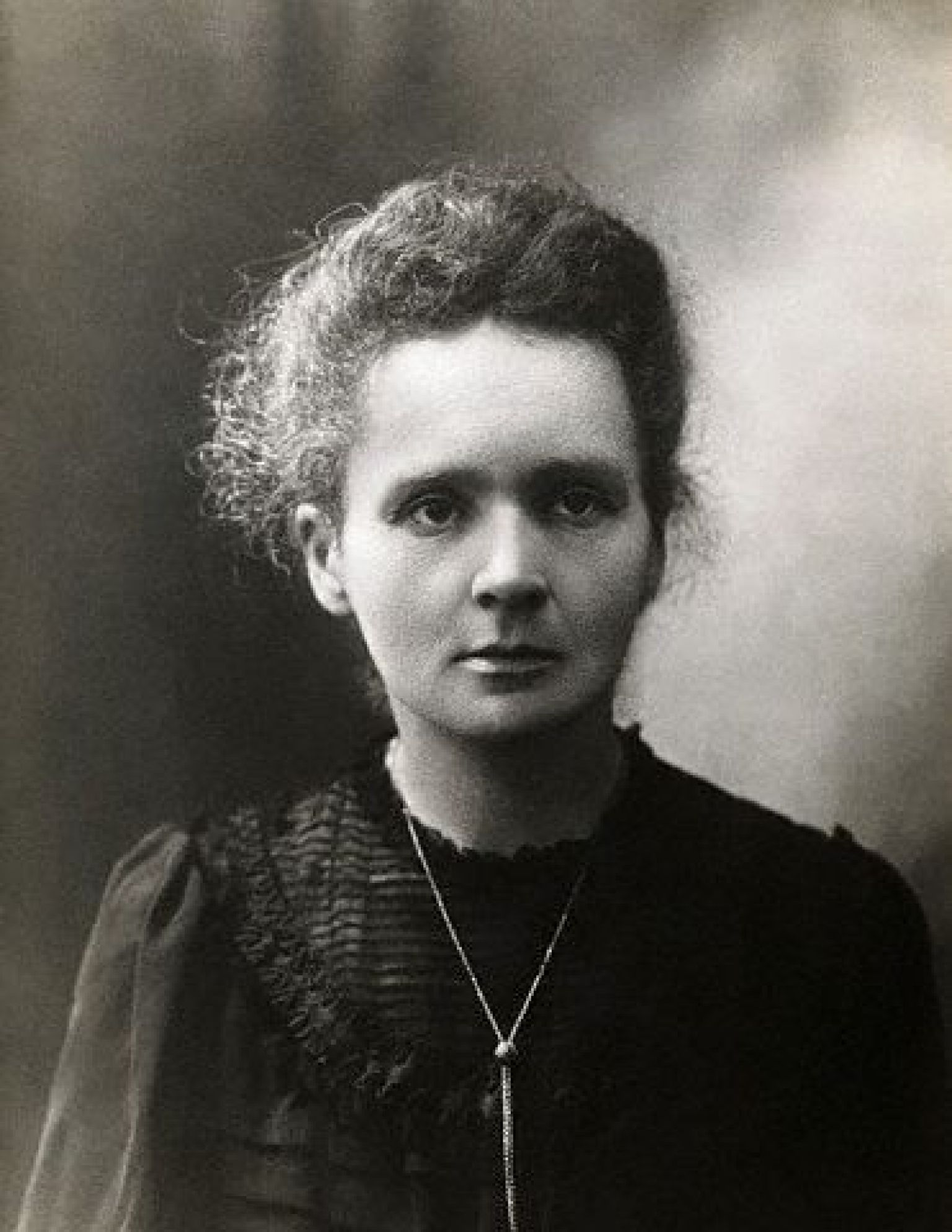
Natuur- en scheikundige Marie Curie (1867-1934)

- Henryk Michał Kamieński (1813-1865) filosoof en econoom
- Władysław Czartoryski (1828-1894), edelman en grondlegger van het Czartoryski Museum in Krakau
- Szymon Winawer (1838-1919), schaker
- Alexander Krivosjein (1857-1921), Russisch minister
- Marie Curie (1867-1934), natuur-, scheikundige en Nobelprijswinnares voor Natuurkunde (1903) en Scheikunde (1911)
- Janusz Korczak (1878[1]-1942), Pools-Joods kinderarts, kinderboekenschrijver en pedagoog
- Samuel Goldwyn (1879-1974), Pools-Amerikaans filmproducent
- Osip Mandelstam (1891-1938), Russisch-Joods dichter en essayist
- Jean Epstein (1897-1953), Frans filmregisseur, essayist en schrijver

### 1900–1909

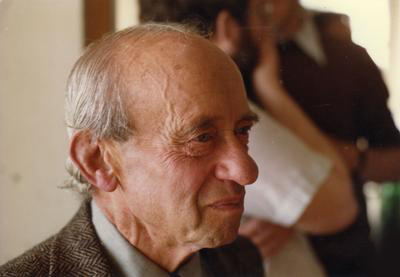
Wiskundige en logicus Alfred Tarski (1901-1983)

- Jan Loth (1900-1933), voetballer en atleet
- Alfred Tarski (1901-1983), Amerikaans wiskundige en logicus
- Bronisław Kaper (1902-1983), Pools-Amerikaans componist
- Felícia Leirner (1904-1996), Braziliaans beeldhouwster
- Leendert van den Muijzenberg (1905-1987), Nederlands communist, verzetsstrijder en ingenieur
- Janusz Kusociński (1907-1940), atleet

### 1910–1919

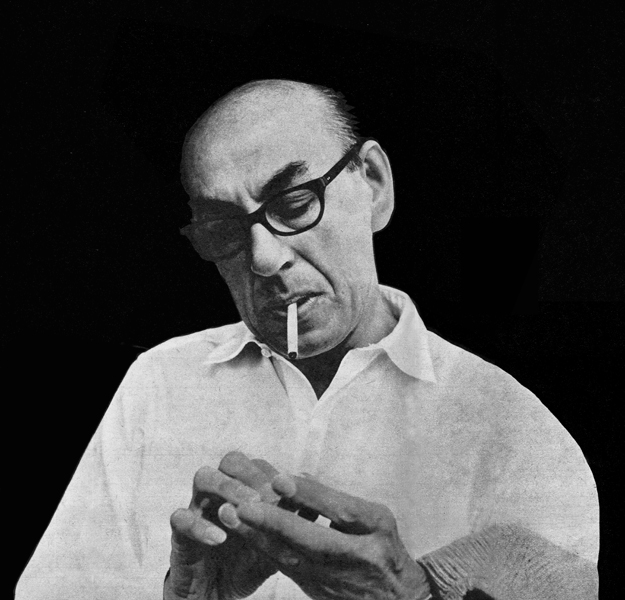
Affiche- en posterkunstenaar Henryk Tomaszewski (1914-2005)

- Moshe Czerniak (1910-1984), Pools-Israëlisch schaker
- Miguel Najdorf (1910-1997), Pools-Argentijns schaker
- Jan Dobraczyński (1910-1994), schrijver, journalist en politicus
- Irena Kwiatkowska (1912-2011), actrice
- Haroun Tazieff (1914-1998), Frans-Belgisch geoloog
- Henryk Tomaszewski (1914- 2005), affiche- en posterkunstenaar
- Israel Epstein (1915-2005), Chinees journalist en schrijver
- Barbara Skarga (1919-2009), filosofe

### 1920–1929

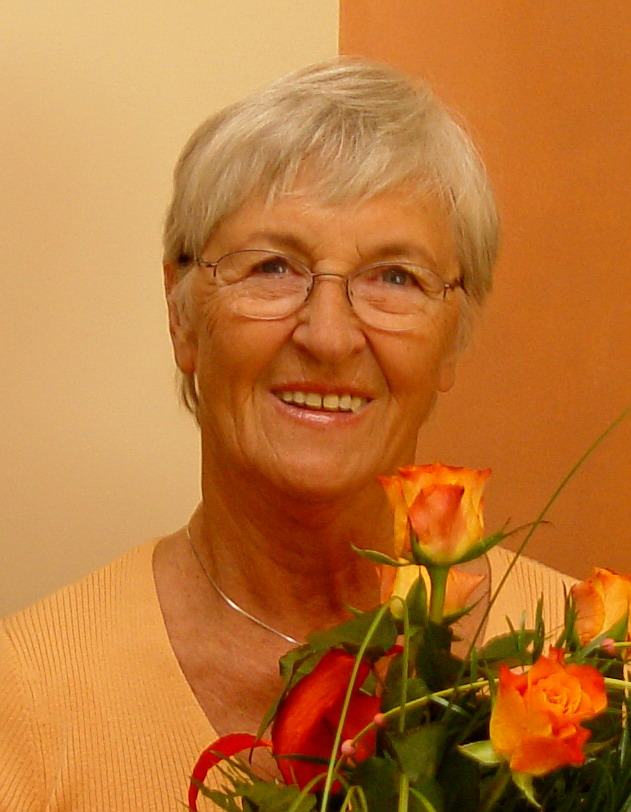
Atlete Elżbieta Krzesińska (1934-2015)

- Jacques Ledoux (1921-1988),  Belgisch filmhistoricus, -conservator en -archivaris
- Benoît Mandelbrot (1924-2010), Frans wiskundige
- Henryk Jurkowski (1927-2016), theatercriticus, -historicus, -theoreticus, -schrijver en regisseur
- Tadeusz Janczar (1928-1997), acteur
- Lucyna Winnicka (1928-2013), actrice
- Zbigniew Brzeziński (1928-2017), Pools-Amerikaans politiek wetenschapper
- Halina Birenbaum (1929), Pools-Israëlisch Holocaustoverlevende, auteur en vertaler
- Ada Willenberg (1929), Pools-Israëlisch Holocaustoverlevende

### 1930–1939
- Jan Olszewski (1930-2019), politicus, advocaat en publicist
- Uri Orlev (1931-2022), Pools-Israëlisch kinderboekenschrijver
- Bronisław Geremek (1932-2008), historicus en politicus
- Marian Wieckowski (1933-2020), wielrenner
- Elżbieta Krzesińska (1934-2015), atlete en olympisch kampioene verspringen
- Wiesław Ochman (1937), tenor
- Zbigniew Namysłowski (1939-2022), jazzmuzikant
- Krzysztof Zanussi (1939), filmregisseur

### 1940–1949
- Krzysztof Kieślowski (1941-1996), filmregisseur
- Ewa Kłobukowska (1946), atlete
- Adam Michnik (1946), publicist
- Jerzy Milewski (1946-2017), Braziliaans-Pools violist
- Lech Kaczyński (1949-2010), president van Polen (2005-2010)

### 1950–1959

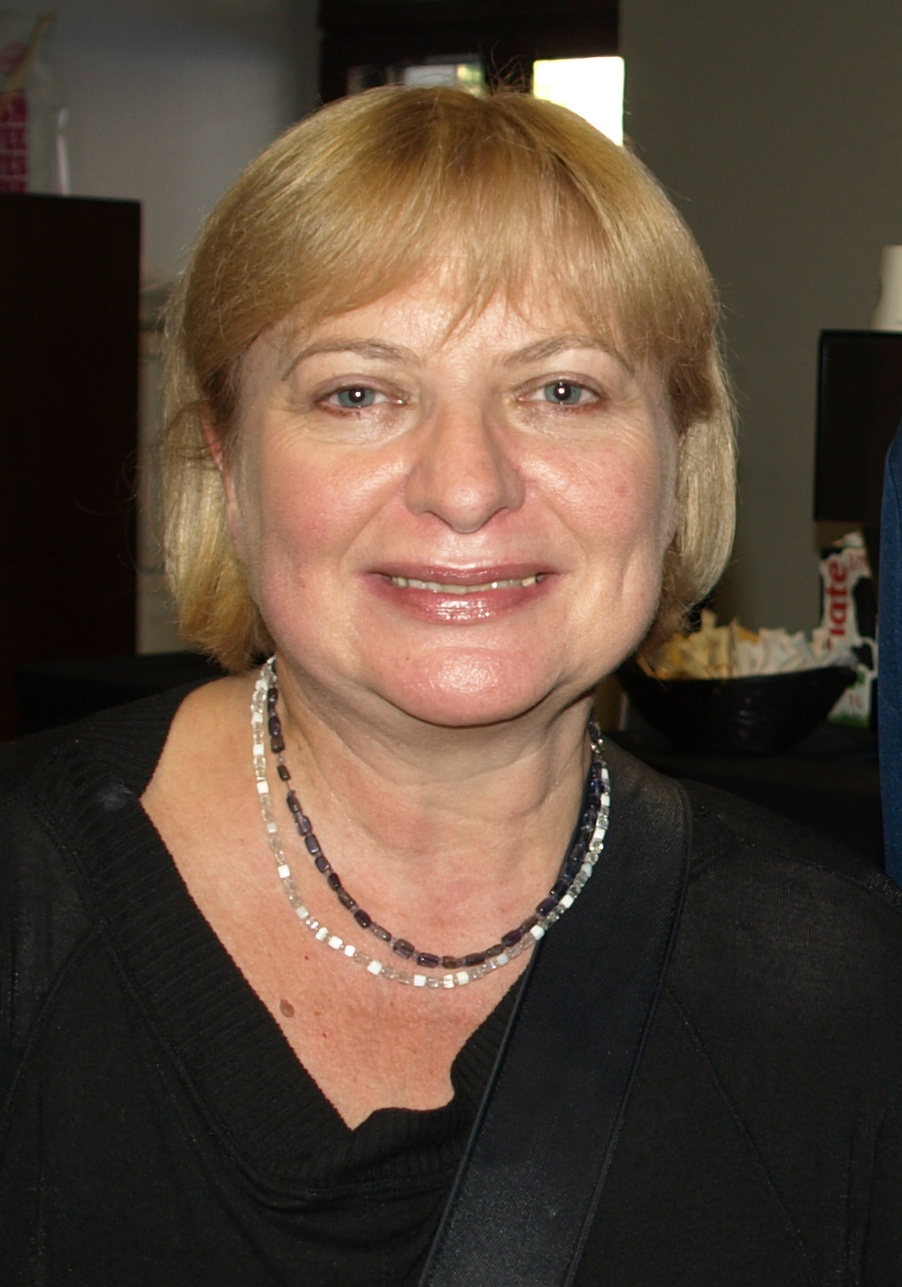
Actrice en filmregisseur Magdalena Łazarkiewicz (1954)

- Włodzimierz Cimoszewicz (1950), politicus en jurist
- Julian Kołtun (1950), seriemoordenaar
- Hanna Gronkiewicz-Waltz (1952), burgemeester van Warschau
- Krzysztof Krauze (1953), acteur en filmmaker
- Stanisław Komorowski (1953-2010), diplomaat, politicus en natuurkundige
- Magdalena Łazarkiewicz (1954), actrice en filmregisseur
- Anna Bikont (1954), journaliste en auteur
- Jacek Wszoła (1956), atleet
- Paweł Pawlikowski (1957), filmregisseur, producer en scenarioschrijver
- Zofia Bielczyk (1958), atlete

### 1960–1969

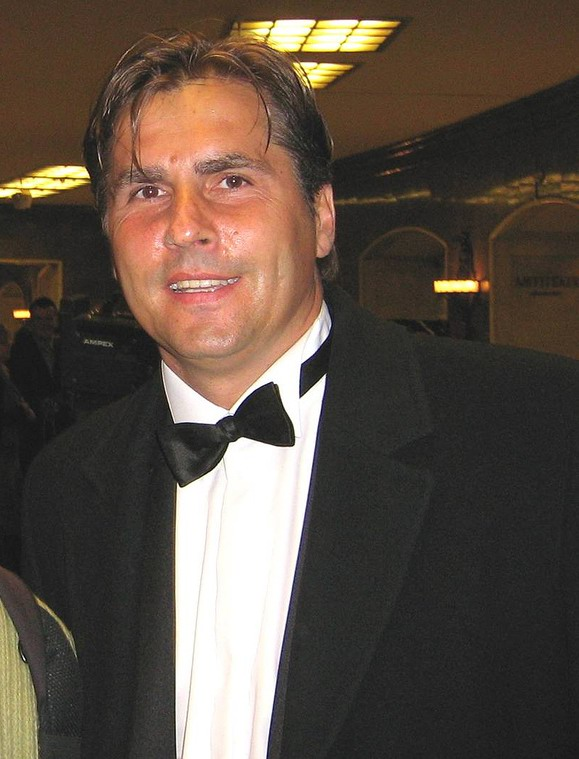
Voetballer Dariusz Dziekanowski (1962)

- Krzysztof Baran (1960), voetballer
- Małgorzata Pieczyńska (1960), actrice
- Dariusz Wdowczyk (1962), voetballer en voetbalcoach
- Dariusz Dziekanowski (1962), voetballer
- Piotr Czachowski (1966), voetballer
- Szymon Majewski (1967), journalist, presentator, satiricus en acteur
- Katarzyna Szczot (1967), zangeres
- Dariusz Wojciechowski (1968), wielrenner en wielerploegleider
- Piotr Uklański (1968), beeldend kunstenaar

### 1970–1979

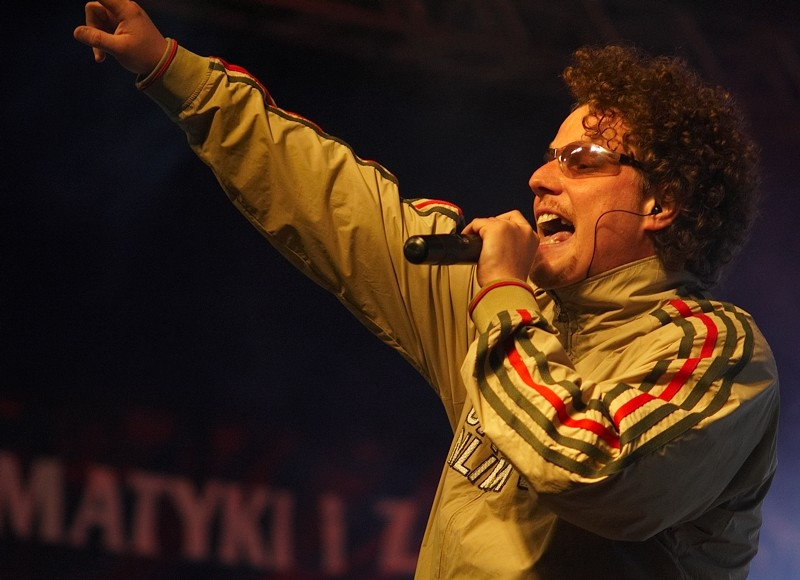
Zanger Sidney Polak (1972)

- Dominika Peczynski (1970), Pools-Zweeds zangeres, model en televisiepresentatrice
- Wojciech Kowalczyk (1972), voetballer
- Sidney Polak (1972), zanger en drummer
- Marcin Borski (1973), voetbalscheidsrechter
- Małgorzata Dydek (1974-2011), basketbalspeelster en langste vrouw van Europa
- Beata Sadowska (1974), journaliste en presentatrice
- Krzysztof Nowak (1975-2005), voetballer
- Rafael Pettersson (1976), Zweeds acteur
- Maria Sadowska (1976), zangeres
- Marcin Żewłakow (1976), voetballer
- Michał Żewłakow (1976), voetballer
- Bartosz Kizierowski (1977), zwemmer
- Bartłomiej Macieja (1977), schaker
- Magdalena Mielcarz (1978), actrice en presentatrice
- Monika Soćko (1978), schaakster
- Zuzanna Szadkowski (1978), actrice
- Agnieszka Grochowska (1979), actrice

### 1980–1989

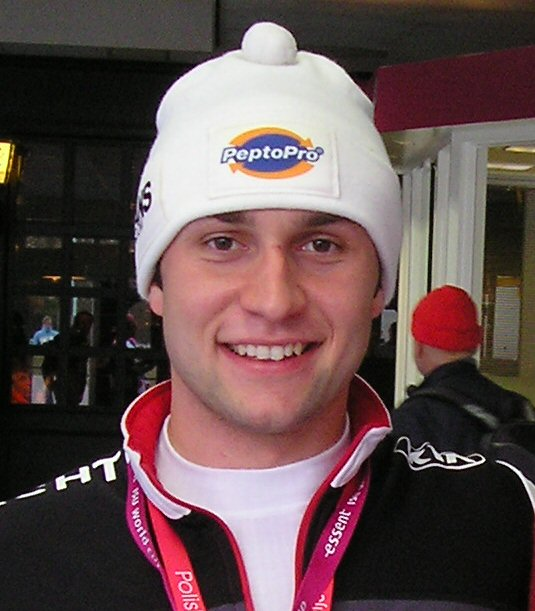
Schaatser Konrad Niedźwiedzki (1985)

- Mariusz Fyrstenberg (1980), tennisser
- Karolina Gruszka (1980), actrice
- Michael Gracz (1980), pokerspeler
- Katarzyna Cichopek (1982), actrice
- Kamila Skolimowska (1982-2009), atlete
- Paweł Raczkowski (1983), voetbalscheidsrechter
- Maja Włoszczowska (1983), mountainbikester en wielrenster
- Weronika Rosati (1984), actrice
- Paweł Kieszek (1984), voetballer
- Joanna Jabłczyńska (1985), actrice
- Konrad Niedźwiedzki (1985), schaatser
- Andrzej Ornoch (1985), Pools-Canadees voetballer o.a. SC Veendam
- Alicja Rosolska (1985), tennisster
- Marta Domachowska (1986), tennisster
- Przemysław Domański (1986), kunstschaatser
- Natalia Rybicka (1986), actrice
- Artur Waś (1986), schaatser
- Luiza Złotkowska (1986), schaatsster
- Robert Lewandowski (1988), voetballer o.a. Borussia Dortmund en FC Bayern München
- Michał Olszewski (1989), schaker
- Katarzyna Woźniak (1989), schaatsster

### 1990–1999

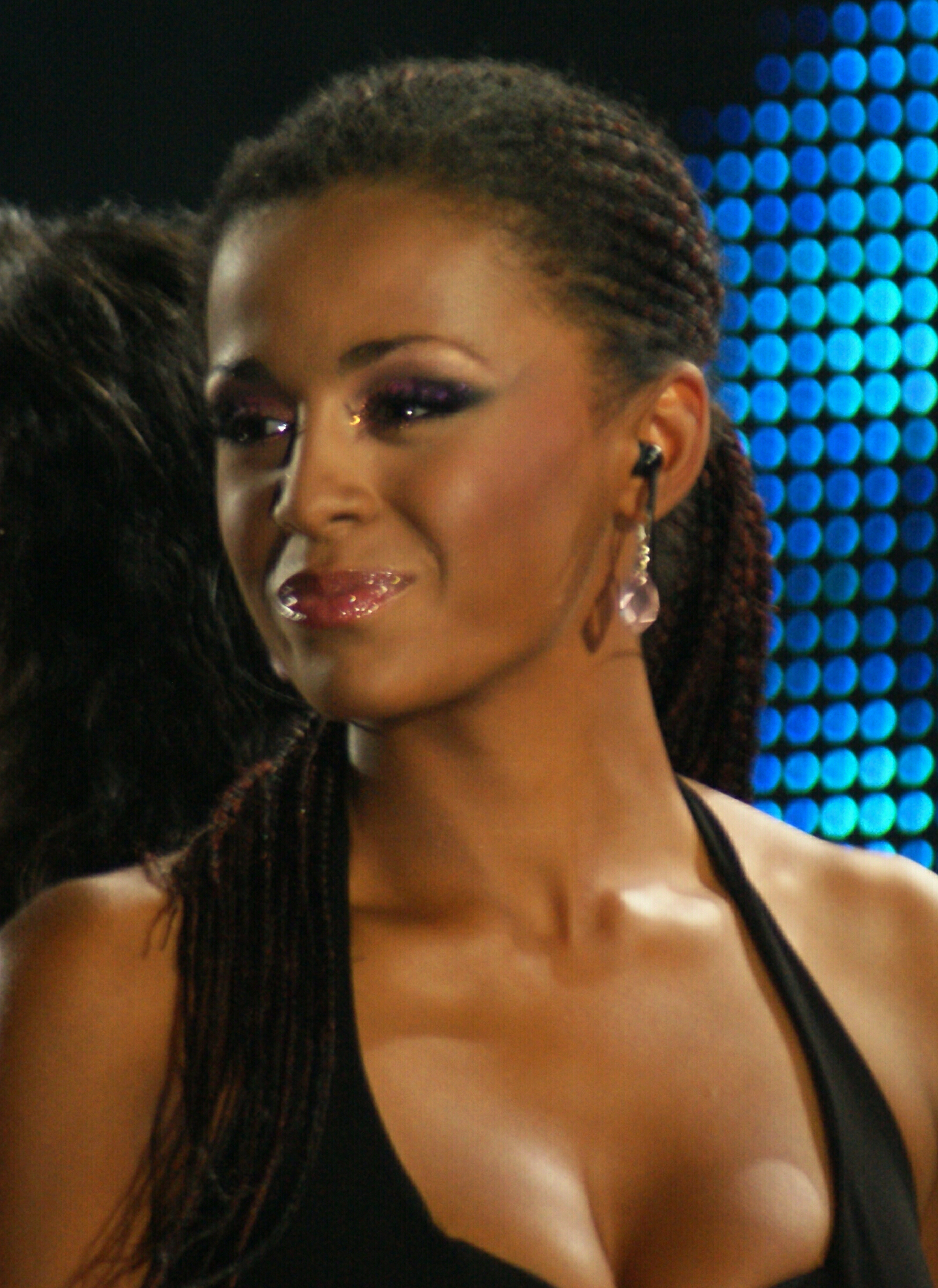
Actrice en zangeres Aleksandra Szwed (1990)

- Bartek Pacuszka (1990), voetballer o.a. FC Twente
- Wojciech Szczęsny (1990), voetballer
- Aleksandra Szwed (1990), actrice en zangeres
- Michał Kucharczyk (1991), voetballer
- Zofia Wichłacz (1995), actrice
- Weronika Zawistowska (1999), voetbalster

### Vanaf 2000
- Bartek Smolarczyk (2003), voetballer